# Liaoning
Pour le porte-avions nommé d’après cette province, voir Liaoning (16).

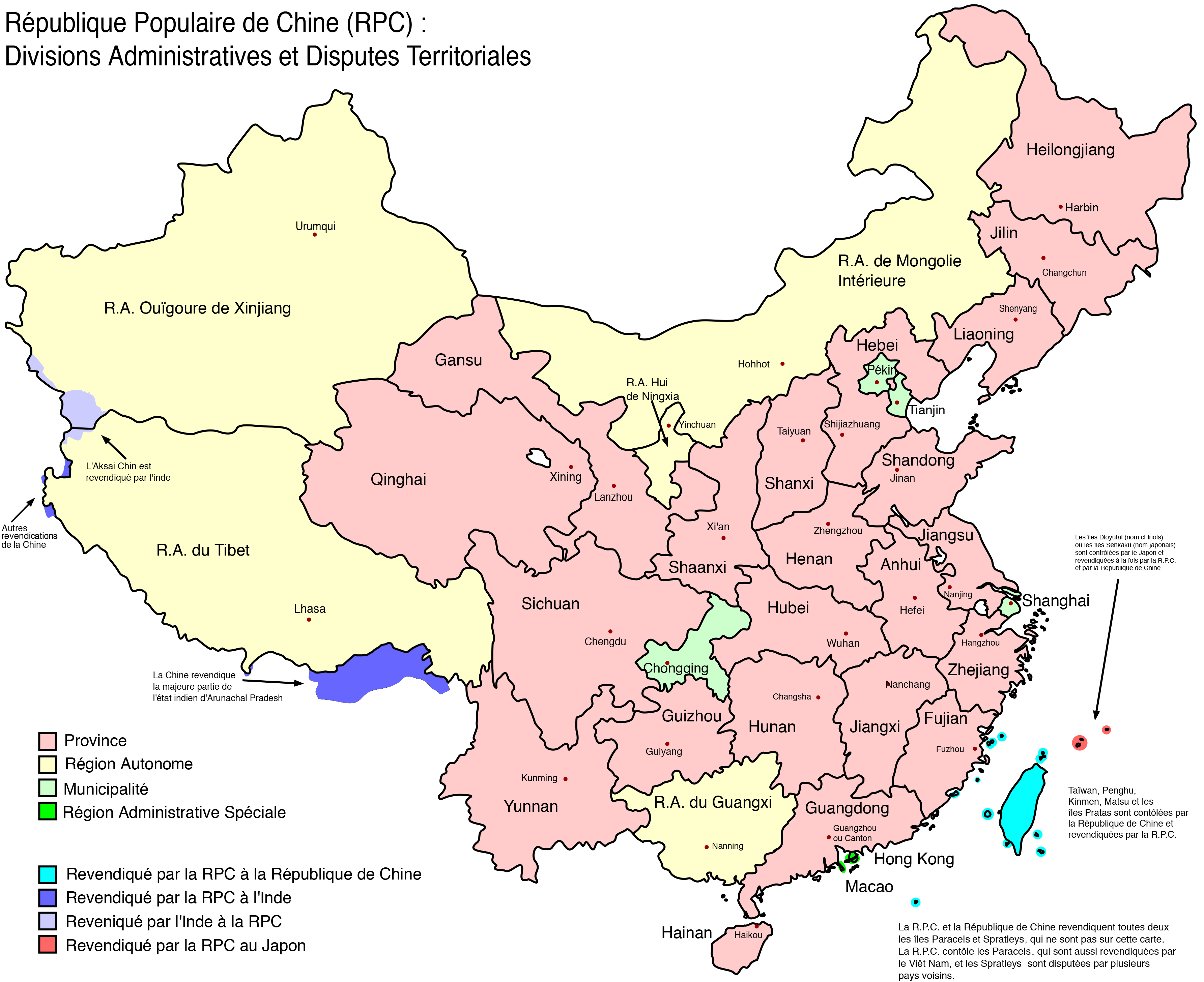
Divisions administratives et disputes territoriales de la république populaire de Chine.

Le Liaoning (辽宁 pinyin : liáoníng), abr: Liao (辽 liáo) est une province du nord-est de la Chine, à la frontière avec la Corée du Nord dont le chef-lieu est Shenyang (沈阳; pinyin : Shěnyáng).

## Géographie
Le Liaoning est bordé par le golfe de Corée et le golfe de Bohai de la mer Jaune. Le Jilin, la Mongolie-Intérieure et le Hebei sont frontaliers avec le Liaoning, tout comme la Corée du Nord par l'entremise des provinces du Pyongan du Nord et du Chagang.
Le climat du Liaoning est de type continental avec une mousson estivale apportant de l’humidité. Les hivers sont froids et neigeux.

## Paléontologie
Beaucoup de fossiles de dinosaures sont retrouvés dans la province du Liaoning
(Psittacosaurus, Sinosauropteryx, Sinornithosaurus, Microraptor, etc.). La plupart sont très bien conservés, y compris de nombreux fossiles de dinosaures à plumes
Dans l'ancien lac de Pulantien, disparu au XVIe siècle du fait d'un séisme, des chercheurs américains ont trouvé et réussi à faire germer des graines de lotus vieilles de près de 1 300 ans.

## Préhistoire
Le Liaoning est le berceau de trois cultures néolithiques cruciales dans le développement du bagage mythologique extrême-oriental. La première d'entre elles est la culture de Xinglongwa (8000-7000 avant notre ère), ensuite vient la culture de Xinle (7000-5000 avant notre ère) et enfin la culture de Hongshan (3500-2500 avant notre ère). C'est au sein de cette dernière, et au contact d'autres cultures plus méridionales (entre le fleuve Jaune et le Yangzi Jiang), que serait née la figure du dragon. La culture de Hongshan est caractérisée par ses étonnantes figurines de jade, les "jue" présentant principalement des animaux fabuleux et des femmes plantureuses.

## Histoire
Shenyang fut la capitale de l'Empire mandchou au XVIIe siècle, jusqu'à ce qu'il absorbe la Chine en 1644. On trouve aujourd'hui à huit kilomètres de Shenyang environ, Dongling (le tombeau de l'Est), où est enterré Nurhachi, le fondateur de la dynastie des Jin postérieurs. Son fils et successeur l'empereur Huang Taiji, qui conquit une bonne partie de la Chine, est enterré au mausolée Zhao (ou « Beiling », le tombeau du Nord).
Shenyang, sous son nom russe Moukden (en russe : Мукден), doit son industrialisation aux envahisseurs russes puis japonais, au début du XXe siècle.
Dalian, sur le golfe de Bohai dans le sud du Liaoning, fut occupée par la Russie entre 1895 et 1905 sous le nom de Dalnyi (littéralement "lointain", en russe). Le port jouxtant la ville était connu sous le nom Port-Arthur (aujourd'hui Lüshunkou, en chinois : 旅顺口 ), et abrita la flotte russe du Pacifique jusqu'en 1904. C'était le terminus d'une branche du train transsibérien. Comme Vladivostok, le port est libre de glace en hiver. L'URSS l'occupa après sa victoire contre le Japon de 1945 à 1950 et ses troupes la quittèrent en 1955.

## Démographie
À la fin de l'année 2022, la population résidente de la province s'élevait à 41,97 millions de personnes. Parmi eux, la population urbaine était de 30,64 millions, représentant 73,00 % de la population résidente ; la population rurale était de 11,33 millions, représentant 27,00 % de la population résidente.
Selon le septième recensement national en 2020, la population résidente de la province s'élevait à 42 591 407 personnes. Par rapport aux 43 746 323 habitants recensés lors du 6e recensement national, la population a diminué de 1 154 916 de personnes sur dix ans, soit 2,64 %, avec un taux de croissance annuel moyen de -0,27 %. La population masculine était de 21 263 529, soit 49,92 % de la population totale, et la population féminine était de 21 327 878, soit 50,08 % de la population totale. Le rapport de masculinité de la population totale (sur 100 femmes) était de 99,7. La population âgée de 0 à 14 ans était de 4 737 939, représentant 11,12 % de la population totale ; la population âgée de 15 à 59 ans était de 26 899 001, représentant 63,16 % de la population totale ; et la population âgée de 60 ans et plus était de 10 954 467, représentant 10 % de la population totale, dont 7 417 481 personnes âgées de 65 ans et plus, soit 17,42 %. La population vivant dans les villes est de 30 725 976 personnes, soit 72,14 % de la population totale, tandis que la population vivant dans les villages est de 11 865 431 personnes, soit 27,86 % de la population totale.
En 2017, la province du Liaoning comptait 43,69 millions d'habitants, avec un taux de natalité de 0,649 %, un taux de mortalité de 0,693 % et un taux d'accroissement naturel de la population de -0,044 %. La population urbaine représentait 67,5 % et la population rurale 32,5 % de la population totale. Ces dernières années, la province du Liaoning a été confrontée à un déclin et à une perte de population. Si l'on exclut le facteur migratoire, de 2012 à 2016, le taux de croissance naturelle de la population a été négatif toutes les années, à l'exception d'une croissance positive en 2014.
Fin 2017, la population âgée de 0 à 15 ans était de 4,843 millions, représentant 11,09 % de la population résidente ; la population âgée de 16 à 59 ans était de 28,862 millions, représentant 66,06 % ; et la population âgée de 60 ans et plus était de 9,984 millions, représentant 22,85 %, dont la population âgée de 65 ans et plus était de 6,268 millions, représentant 14,35 % de la population totale[réf. nécessaire].
En 2014, l'indice de développement humain (IDH) de la province du Liaoning était de 0,798, ce qui la plaçait au sixième rang des régions administratives provinciales de Chine (continentale).

## Politique
Le Premier ministre chinois, Li Keqiang, a dirigé la province de 2004 à 2007.
En septembre 2016, 45 parlementaires représentant le Liaoning, au sein de l'Assemblée nationale populaire, ont été expulsés pour avoir acheté des voix lors de leur élection en 2013.
Le conglomérat chinois Liaoning Hongxiang Industrial, dirigé par Ma Xiaohong, une cadre du Parti communiste chinois, est soupçonné, par l'administration américaine, d'aider la Corée du Nord dans son programme nucléaire,.

## Tourisme
Dalian (大连 Dàlián), est une ville incontournable du nord-est de la Chine, surnommée la Hong Kong du Nord. Sa plage de galets et ses stations de cure sont très prisées. Elle possède trois universités, dont une université de langues étrangères.
Le Liaoning a un climat continental avec des variations saisonnières distinctes. La pluviométrie moyenne annuelle est d'environ 440 à 1 130 mm et la température annuelle moyenne de 4 à 10 °C avec une période sans gel de 140 à 200 jours. L'été est pluvieux tandis que les autres saisons sont sèches.

## Subdivisions administratives
Le Liaoning est subdivisé en quatorze structures de niveau préfecture  toutes de type villes-préfectures dont deux préfectures sous-provinciales.
| Subdivisions administratives du Liaoning | Subdivisions administratives du Liaoning | Subdivisions administratives du Liaoning | Subdivisions administratives du Liaoning | Subdivisions administratives du Liaoning | Subdivisions administratives du Liaoning | Subdivisions administratives du Liaoning | Subdivisions administratives du Liaoning | Subdivisions administratives du Liaoning | Subdivisions administratives du Liaoning | Subdivisions administratives du Liaoning |
| ---------------------------------------- | ---------------------------------------- | ---------------------------------------- | ---------------------------------------- | ---------------------------------------- | ---------------------------------------- | ---------------------------------------- | ---------------------------------------- | ---------------------------------------- | ---------------------------------------- | ---------------------------------------- |
| District Xian                            |                                          |                                          |                                          |                                          |                                          |                                          |                                          |                                          |                                          |                                          |
| No.                                      | Code subdivision                         | Préfecture                               | Superficie en km2                        | Population 2010                          | Siège                                    | Subdivisions                             | Subdivisions                             | Subdivisions                             | Subdivisions                             |                                          |
| No.                                      | Code subdivision                         | Préfecture                               | Superficie en km2                        | Population 2010                          | Siège                                    | Districts                                | Xians                                    | Xians autonomes                          | villes-district                          |                                          |
|                                          | 210000                                   | Province de Liaoning                     | 145 900 km2                              | 43 746 323                               | Shenyang                                 | 59                                       | 17                                       | 8                                        | 16                                       |                                          |
| 1                                        | 210100                                   | Shenyang                                 | 12 860 km2                               | 8 106 171                                | District de Hunnan                       | 10                                       | 2                                        |                                          | 1                                        |                                          |
| 2                                        | 210200                                   | Dalian                                   | 12 574 km2                               | 6 690 432                                | District de Xigang                       | 7                                        | 1                                        |                                          | 2                                        |                                          |
| 3                                        | 210300                                   | Anshan                                   | 9 252 km2                                | 3 645 884                                | District de Tiedong                      | 4                                        | 1                                        | 1                                        | 1                                        |                                          |
| 7                                        | 210400                                   | Fushun                                   | 11 272 km2                               | 2 138 090                                | District de Shuncheng                    | 4                                        | 1                                        | 2                                        |                                          |                                          |
| 4                                        | 210500                                   | Benxi                                    | 8 420 km2                                | 1 709 538                                | District de Pingshan                     | 4                                        |                                          | 2                                        |                                          |                                          |
| 6                                        | 210600                                   | Dandong                                  | 15 290 km2                               | 2 444 697                                | District de Zhenxing                     | 3                                        |                                          | 1                                        | 2                                        |                                          |
| 10                                       | 210700                                   | Jinzhou                                  | 9 891 km2                                | 3 126 463                                | District de Taihe                        | 3                                        | 2                                        |                                          | 2                                        |                                          |
| 14                                       | 210800                                   | Yingkou                                  | 5 365 km2                                | 2 428 534                                | District de Zhanqian                     | 4                                        |                                          |                                          | 2                                        |                                          |
| 8                                        | 210900                                   | Fuxin                                    | 10 355 km2                               | 1 819 339                                | District de Xihe                         | 5                                        | 1                                        | 1                                        |                                          |                                          |
| 11                                       | 211000                                   | Liaoyang                                 | 4 743 km2                                | 1858768                                  | District de Baita                        | 5                                        | 1                                        |                                          | 1                                        |                                          |
| 12                                       | 211100                                   | Panjin                                   | 4 071 km2                                | 1 392 493                                | District de Xinglongtai                  | 3                                        | 1                                        |                                          |                                          |                                          |
| 13                                       | 211200                                   | Tieling                                  | 12 980 km2                               | 2 717 732                                | District de Yinzhou                      | 2                                        | 3                                        |                                          | 2                                        |                                          |
| 5                                        | 211300                                   | Chaoyang                                 | 19 698 km2                               | 3 044 641                                | District de Shuangta                     | 2                                        | 2                                        | 1                                        | 2                                        |                                          |
| 9                                        | 211400                                   | Huludao                                  | 10 415 km2                               | 2 623 541                                | District de Longgang                     | 3                                        | 2                                        |                                          | 1                                        |                                          |
| Ville sous-provinciale                   |                                          |                                          |                                          |                                          |                                          |                                          |                                          |                                          |                                          |                                          |

## Principales villes

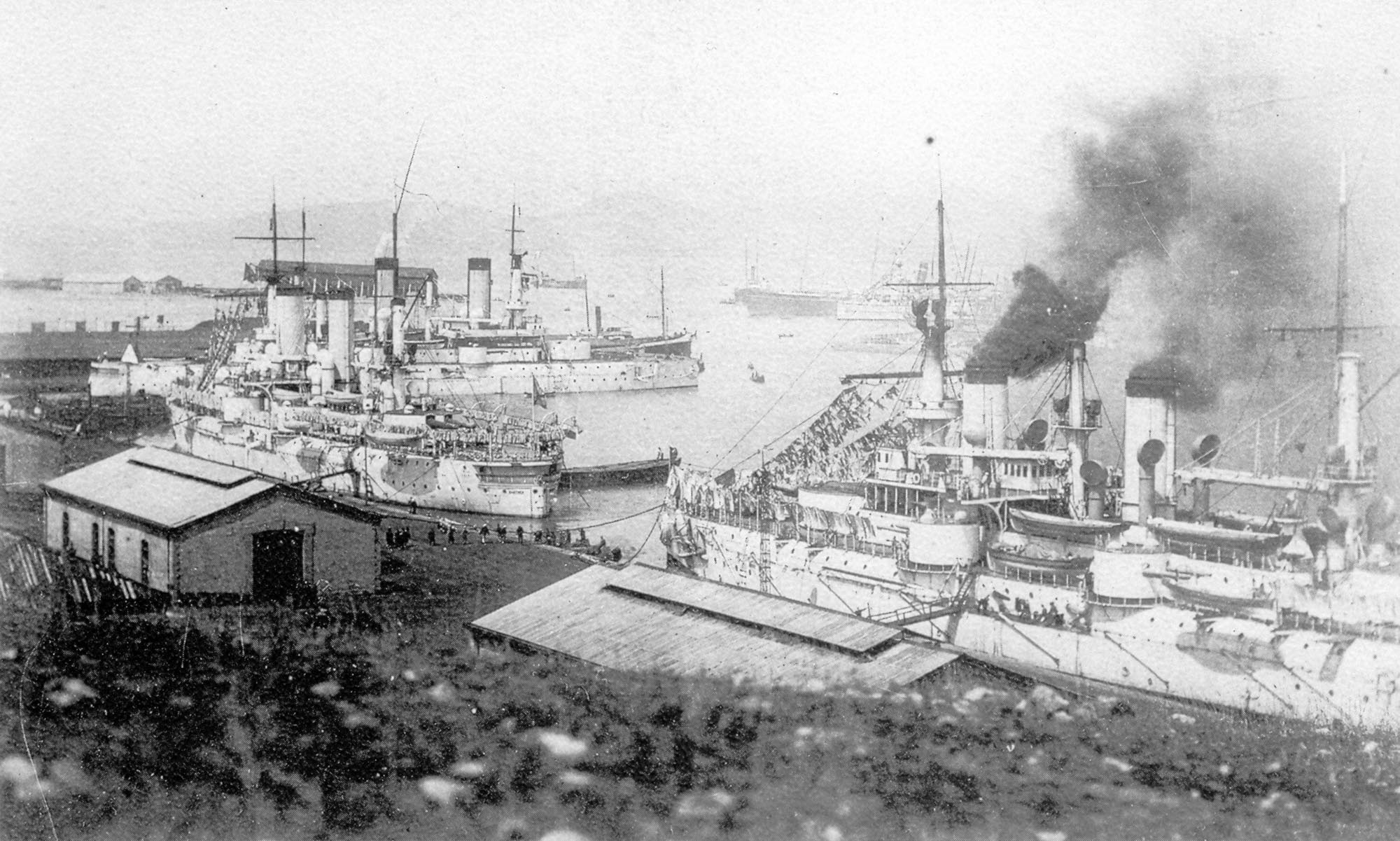
La flotte russe à Port-Arthur (Lüshunkou) en 1901-1903.

| Agglomération   | Désignation en chinois | Population de l'agglomération millions (2017) | Rang (Chine) | Superficie | Densité | Commentaire                              |
| --------------- | ---------------------- | --------------------------------------------- | ------------ | ---------- | ------- | ---------------------------------------- |
| Shenyang-Fushun | 沈阳 - 抚顺            | 7,055                                         |              | 1 502 km2  | 4700    |                                          |
| Dalian          | 大连                   | 4,085                                         |              | 971 km2    | 4200    |                                          |
| Yingkou         | 营囗                   | 1,73                                          |              | 412 km2    | 4200    |                                          |
| Anshan          | 鞍山                   | 1,595                                         |              | 363 km2    | 4400    |                                          |
| Benxi           | 本溪                   | 1,07                                          |              | 85 km2     | 12500   | Rattaché à la ville-préfecture de Suzhou |
| Fuxin           | 阜新                   | 1,005                                         |              | 207 km2    | 4900    |                                          |
| Panjin          | 盘锦                   | 0,83                                          |              | 298 km2    | 2800    |                                          |
| Liaoyang        | 辽阳                   | 0,81                                          |              | 130 km2    | 6300    |                                          |
| Jinzhou         |                        | 0,715                                         |              | 142 km2    | 5000    |                                          |
| Haicheng        |                        | 0,71                                          |              | 104 km2    | 6900    | Rattaché à la ville-préfecture de Anshan |
| Huludao         | 葫芦岛                 | 0,65                                          |              | 155 km2    | 4200    |                                          |
| Chaoyang        | 朝阳                   | 0,565                                         |              | 181 km2    | 3100    |                                          |
| Wafangdian      | 瓦房店                 | 0,56                                          |              | 142 km2    | 3900    | Rattaché à la ville-préfecture de Dalian |
| Tieling         | 铁岭                   | 0,535                                         |              | 181 km2    | 3000    |                                          |

## Transport
- Métro de Dalian
- Aéroport international de Dalian-Zhoushuizi, l'aéroport international actuel de Dalian.
- L'aéroport international de Dalian-Jinzhouwan en construction. Il sera le plus grand aéroport offshore du monde.
- Gare de Dalian

## Enseignement Supérieur
Plusieurs établissements suée des autres établissements de Pékin, Shanghai ou Canton, mais disposent de sérieux atouts.
- Université du Nord-est
- Université technologique de  Dalian
- Des universités appartenant à d'autres ministères:
- Université Maritime de Dalian
- Université des nationalités de Dalian

Des universités sous tutelle provinciale:    
- Université Médicale de Chine
- Université Normale de Shenyang
- College Medical de Shenyang
- Université Médicale du Liaoning
- Université Normale du Liaoning
- Université technique du Liaoning
- Université du Liaoning
- Université Pétrolière and Chimique Technologie du Liaoning
- Université d'Agriculture de Shenyang
- Shenyang Institut Aéronautique de Shenyang
- Institut de Chimie Technologique de Shenyang
- Université Jianzhu de Shenyang
- Université Ligong de Shenyang
- Université Pharmaceutique de Shenyang
- Université de Shenyang
- Université de Technologie de Shenyang
- Université Normale d'Anshan
- Université de Bohai
- Dalian Jiaotong Université
- Dalian Medicale Université
- Université de Dalian
- Université des langues étrangères de Dalian
- Université du Dongbei des finances et des études économiques
- Institut de Technologie du Liaoning
- Université de la Télé et de la radio  (辽宁广播电视大学)
- Shenyang College Polytechnique(沈阳职业技术学院)

### Enseignement secondaire
- École de Yucai du Nord-Est

## Célébrités
L'actrice chinoise Gong Li est née à Shenyang. Le chanteur et danseur The8 (Xu Ming Hao) du groupe de K-pop Seventeen est né à Anshan.